# 伊勢神宮遷宮前後相論
伊勢神宮遷宮前後相論（いせじんぐうせんぐうぜんごそうろん）は、中世後期から近世初期にかけて行われた伊勢神宮の式年遷宮における内宮と外宮の遷宮の順次を巡る相論。

## 概要

### 経緯
伊勢神宮の遷宮は天武・持統天皇の代に開始されて以来、ほぼ20年に一度の遷宮の実施が守られ、中世に入ると役夫工米と呼ばれる一国平均役も導入された。
ところが、15世紀に入ると役夫工米の徴収が滞るようになり、外宮は永享6年（1434年）、内宮は寛正3年（1462年）を最後に遷宮が行われなくなってしまう。
16世紀に入る頃には内宮・外宮ともに建物の老朽化が問題になり、朝廷の許しを得て仮の建物を設置して神体を移す「仮殿遷宮」で凌ぐことになった。
永正3年（1506年）頃から、本格的な遷宮を行いたいとする伊勢神宮側から朝廷への政治的工作が活発化することになる。ところが、その際に内宮と外宮をどちらを優先的に遷宮を実施するのかで相論が生じたのである。
永正3年7月、外宮側より、70年以上遷宮が行われていない実情を訴えて早期の遷宮を行うように求める解状が後柏原天皇に対して上申され、5年後には内宮も天皇及び室町幕府（当時の将軍は足利義尹）に解文を上申している。だが、財政難に悩む朝廷も幕府も神宮側が納得する回答を出せず、永正9年（1510年）になると改めて両宮は遷宮を求める上申を行うとともに相手方を非難する行動を取るようになる。
内宮はこの年の3月に上申を行い、践祚してから10年も経つのに未だに即位式を行えない後柏原天皇の即位式に先んじて遷宮を行うことを希望し、もしそれがダメであれば儲殿（仮殿の仮殿）の造営許可を求めた。一方外宮も閏4月に上申を行い、最後に遷宮を行ったのは内宮であることや遷宮の間隔からしても外宮を最初に遷宮することを求め儲殿造営には反対の立場を取った。
6月になって後柏原天皇の勅裁が下され、外宮を先にすることを認める一方で、内宮の儲宮造営も認めることになった。
その後も紆余曲折があり、永正18年6月13日に内宮・外宮同日の仮殿遷宮が実施され（神体の移動は外宮が先とされた）、式年遷宮そのものは正親町天皇の永禄6年（1563年）9月に順番に則って外宮の遷宮が実施された（神宮全体では101年ぶり、外宮のみでは129年ぶりのことになる）。だが、財政上の理由から内宮の式年遷宮は実施されなかった（この間、内宮は仮殿遷宮を繰り返すことになる）。

### 織田・豊臣政権時の相論
事態が動き出したのは天正10年（1582年）のことであり、織田信長は両宮に対して造営費用3000貫を申し出て同年2月に息子の織田信忠を経由して寄進が行われている。また、神宮の権禰宜であった上部貞永を造営奉行に任命している。
ところが本能寺の変によって信長・信忠がともに死亡したため、またもや先送りとされた。
天正12年（1584年）、今度は羽柴秀吉（豊臣秀吉）が上部貞永を介して黄金250枚を寄進したことから、遷宮再開の動きが生じ、それが現実化していくと、内宮・外宮ともに自己の造営を優先するように働きかけを行うようになった。
内宮・外宮ともに当初は上部貞永を通じて秀吉への働きかけを行っているが、秀吉は造営そのものには関わらない態度を示したために、天正13年（1585年）に入ると正親町天皇に上申を繰り返すようになる。
この中で問題になったのは、永正9年の後柏原天皇の勅裁の時に出された綸旨の解釈であった。外宮はこれを「遷宮は外宮から先に行う」ことを定めたと主張し、内宮は「遷宮は順番に行う」ことを定めたと主張した（内宮の主張に沿えば、前回の遷宮は外宮なので、今回は内宮の遷宮になる）。
8月になると、正親町天皇から公家たちに対して速やかな決定が指示（『兼見卿記』天正13年8月15日条）され、8月17日に今出川晴季以下の公家たちがは内宮と外宮の代表の意見を聴いたうえで、内宮の主張に理があるとして、それに基づいた正親町天皇の綸旨も発給された。それでも外宮側が納得しなかったために、吉田兼見の提案により佐々成政討伐で京都を離れている秀吉の帰京を待つことになった。
閏8月19日、坂本城にて吉田兼見らと会見した秀吉は天皇が内宮優先の意思を持っていることを確認した上で、内宮を優先する旨の判物を下した、これによって天正13年10月13日に内宮の遷宮が、2日後に外宮の遷宮が実施されることになった。

### 徳川政権時の相論
次の式年遷宮が話題に上がるようになったのは、慶長13年（1608年）のことである。
神宮伝奏と大御所徳川家康の間で遷宮費用の負担についての協議が行われ、翌慶長14年（1609年）2月には家康から6万石分の兵粮米が造営費用として支給されている。7月頃から再び内宮・外宮の間でどちらを先に造営するかについての訴えが出され、外宮は後柏原天皇の綸旨、内宮は正親町天皇の綸旨を根拠として自己の優先を主張した。
後陽成天皇は同年に内宮→外宮の順で造営を行う意向を有していたが、神宮伝奏であった大炊御門経頼と神宮祭主に対して家康の意向を確認するように命じている（『御湯殿上日記』慶長14年8月24日条）。これは6月に発生し、当時まだ処分が出ていなかった猪熊事件の問題が残されていたために天皇が慎重な態度を示したと考えられている。
家康は天皇の意向のままにとする一方、日程については家康の意向を踏まえて宣旨の書き換えが実施された（『御湯殿上日記』慶長14年9月13日・14日条）。その結果、慶長14年9月21日に内宮が、その6日後に外宮の遷宮が実施されることになった（なお、『外宮慶長遷宮記』によれば、家康の日程介入前は23日遷宮の予定で準備が進められていたという）。
遷宮の日程は本来、天皇の権限であり信長や秀吉ですら関与をしなかった部分であった。そこに家康が関与するという事態は、造営費用の全面的負担や神宮の造営・警護を担当する山田奉行の設置によって江戸幕府が式年遷宮に深く携わるようになった側面を考慮したとしても、猪熊事件の処理と並んで江戸幕府が朝廷内部に関与していく萌芽であるとも考えられている。
以後、朝廷及び江戸幕府の方針に基づき同じ年に内宮を先に外宮が同日もしくは3日後に遷宮を行うという慣例が確立されることになる。
次の寛永6年（1629年）の遷宮は内宮は9月21日、外宮は9月23日に遷宮が実施されることになり、吉田家の名代が奉幣使に任じられたことに両宮共に反発して奉幣が遷宮当日に行われなかったなどの問題は生じたものの、遷宮そのものに関する相論は発生しなかった。しかし、慶安2年（1649年）の遷宮では再び相論が発生している。ただ、これは神宮側の問題ではなく、同年9月3日に朝廷で行われた遷宮の日程を決める陣儀で外宮は9月15日、内宮は9月16日に行うと定められたのがきっかけであった。内宮側は寛永21年（1644年）4月5日付で将軍徳川家光から慶光院に充てた朱印状に「慶長・寛永の先例に従って行う」ように記されていることから、江戸幕府の意向は内宮優先である筈だと主張して江戸へ使者を送り、幕府の山田奉行である石川政次も朝廷の問い合わせを行った。このため、わずか4日後の7日には内宮は9月25日、外宮は9月27日に行うと変更の決定が行われた。これは当時の関白一条昭良が古例を調べると外宮が優先ではないかと疑念を呈し、それが決定に反映されたものであった。しかし、正保4年（1647年）以来、山田奉行が将軍の名代として代参する慣例が成立し、遷宮の実務についても山田奉行、すなわち江戸幕府が掌握するようになっていたため、家光の朱印状の内容は絶対的な意味を有しており、実際にこれ以降に遷宮の順番を巡る相論は完全に消滅したのであった。